# Maria Petrova (ginasta)
Maria Petrova (Plovdiv, 13 de novembro de 1975) é uma ex-ginasta búlgara, que competiu em provas da ginástica rítmica.